# Chin-hui Tsao
Chin-hui Tsao (chinois: 曹錦輝; pinyin: Cáo Jǐnhūi), né le 2 juin 1981 à Hualien, Taïwan, est un lanceur droitier de baseball.

## Carrière

### Rockies du Colorado
agent libre, Chin-hui Tsao signe en 1999 avec les Rockies du Colorado un contrat de 2,2 millions de dollars US, la somme la plus élevée offerte à un joueur amateur taïwanais et la deuxième somme la plus élevée consentie à un amateur asiatique après les 2,25 millions payés par les Diamondbacks de l'Arizona à Byung-Hyun Kim également en 1999.
Chin-hui Tsao apparaît quatre fois (de 2001 à 2004) au palmarès annuel des 100 meilleurs joueurs d'avenir dressé par Baseball America, se classant aussi haut que la 15e position en 2001.
Il fait ses débuts dans le baseball majeur avec Colorado le 25 juillet 2003, devenant le deuxième joueur de baseball originaire de Taïwan à apparaître dans un match des ligues majeures en Amérique du Nord après Chin-Feng Chen en 2002.
Tsao participe à neuf parties en 2003, dont huit comme lanceur partant. Son dossier est de 3 victoires et 3 défaites et sa moyenne de points mérités plutôt élevée à 6,02.
Il sera par la suite utilisé comme lanceur de relève et prend part à une dizaine de matchs avec les Rockies au cours des deux saisons suivantes.

### Dodgers de Los Angeles
Il ne joue pas dans les majeures en 2006, puis signe comme agent libre avec les Dodgers de Los Angeles. En 2007, il présente avec l'équipe californienne un dossier de 0-1 en 21 parties, avec une moyenne de 4,38.

### Taïwan
De retour à Taïwan, il joue en 2009 pour les Brother Elephants (en) mais est banni de la Ligue chinoise professionnelle de baseball après des allégations à l'effet qu'il ait participé à un complot de matchs truqués. Il est allégué que Chin-hui Tsao et son coéquipier Hsieh Chia-hsien aurait accepté des « avantages », incluant des faveurs sexuelles, pour aider à truquer l'issue des matchs des Elephants. Tsao n'est finalement pas visé par des accusations criminelles, faute de preuves.
En décembre 2010, il ouvre un restaurant de barbecue à Hualien avec Chen Chih-yuan (en), son ancien coéquipier des Elephants aussi accusé d'avoir truqué des matchs. Deux ans plus tard, il ouvre un autre restaurant, cette fois de nouilles sichuanaises au bœuf, dont la spécialité est la recette « ancestrale » de son amie de cœur, Pan. En 2014, celle-ci accuse Tsao de s'être enfui avec une autre femme et de l'avoir délestée d'une somme équivalente à 50 000 dollars US.

### Australie
En 2014, Tsao est engagé par le Bite d'Adelaide de la Ligue australienne de baseball, mais la ligue décide de l'interdire en raison des accusations passées dont il fut l'objet à Taïwan.

### Retour dans les Ligues majeures
En janvier 2015, Tsao signe un contrat des ligues mineures avec les Dodgers de Los Angeles, sa dernière équipe en Ligue majeure. Jouant d'abord dans les mineures avec des clubs affiliés aux Dodgers, il est éventuellement rappelé par Los Angeles.
Lorsqu'il lance en relève pour les Dodgers le 10 juillet 2015 face aux Brewers de Milwaukee, Tsao joue son premier match dans les majeures depuis le 14 juillet 2007 et est le lanceur gagnant : avec une première victoire en 10 ans, il est le lanceur ayant mis le plus de temps entre deux victoires dans les majeures depuis Johnny Lindell (plus souvent utilisé comme voltigeur) pour les Yankees de 1942 puis les Pirates de 1953. Il apparaît dans 5 matchs des Dodgers en 2015 et deux autres en début de saison 2016.

### Jeux olympiques
Avec l'équipe de Taïwan de baseball, il joue aux Jeux olympiques de 2004 et 2008.